# Macrotrachela pilousi
Macrotrachela pilousi is een raderdiertjessoort uit de familie Philodinidae. De wetenschappelijke naam van deze soort is voor het eerst geldig gepubliceerd in 1948 door Bartos.